# Diócesis de Vĩnh Long
La diócesis de Vĩnh Long (en latín: Dioecesis Vinhlongen(sis) y en vietnamita: Giáo phận Vĩnh Long) es una circunscripción eclesiástica latina de la Iglesia católica en Vietnam, sufragánea de la arquidiócesis de Ho Chi Minh. La diócesis tiene al obispo Pierre Huỳnh Văn Hai como su ordinario desde el 7 de octubre de 2015. 

## Territorio y organización
La diócesis tiene 6772 km² y extiende su jurisdicción sobre los fieles católicos de rito latino residentes en las provincias de Vĩnh Long, Trà Vinh, Bến Tre y el área al sur del río Tien de la provincia de Đồng Tháp (distritos de Lấp Vò, Lai Vung, Châu Thành y Sa Đéc).
La sede de la diócesis se encuentra en la ciudad de Vĩnh Long, en donde se halla la Catedral de Santa Ana.
En 2020 en la diócesis existían 214 parroquias.

## Historia
El vicariato apostólico de Vĩnh Long fue erigido el 8 de enero de 1938 con la bula In remotas del papa Pío XI, obteniendo el territorio del vicariato apostólico de Saigón (hoy arquidiócesis de Ho Chi Minh).
El 24 de noviembre de 1960 el vicariato apostólico fue elevado a diócesis con la bula Venerabilium Nostrorum del papa Juan XXIII.

## Estadísticas
De acuerdo al Anuario Pontificio 2021 la diócesis tenía a fines de 2020 un total de 211 400 fieles bautizados.
| Año                                                                             | Población            | Población | Población      | Sacerdotes | Sacerdotes    | Sacerdotes    | Bautizados por sacerdote | Diáconos permanentes | Religiosos | Religiosos | Parroquias |
| Año                                                                             | Bautizados católicos | Total     | % de católicos | Total      | Clero secular | Clero regular | Bautizados por sacerdote | Diáconos permanentes | Varones    | Mujeres    | Parroquias |
| ------------------------------------------------------------------------------- | -------------------- | --------- | -------------- | ---------- | ------------- | ------------- | ------------------------ | -------------------- | ---------- | ---------- | ---------- |
| 1970                                                                            | 89 200               | 1 729 358 | 5.2            | 118        | 111           | 7             | 755                      |                      | 74         | 645        | 125        |
| 1973                                                                            | 112 000              | 1 235 000 | 9.1            | 118        | 116           | 2             | 949                      |                      | 64         | 563        | 53         |
| 1990                                                                            | 170 000              | 3 500 000 | 4.9            | 125        | 115           | 10            | 1360                     | 1                    | 43         | 564        | 168        |
| 2001                                                                            | 176 200              | 4 012 000 | 4.4            | 136        | 125           | 11            | 1295                     |                      | 41         | 498        | 203        |
| 2003                                                                            | 182 442              | 3 954 729 | 4.6            | 148        | 136           | 12            | 1232                     |                      | 70         | 597        | 88         |
| 2004                                                                            | 183 728              | 3 967 400 | 4.6            | 158        | 146           | 12            | 1162                     |                      | 47         | 524        | 88         |
| 2010                                                                            | 195 065              | 4 161 000 | 4.7            | 176        | 158           | 18            | 1108                     |                      | 55         | 588        | 110        |
| 2014                                                                            | 199 404              | 4 385 000 | 4.5            | 207        | 179           | 28            | 963                      |                      | 80         | 642        | 209        |
| 2017                                                                            | 204 908              | 4 065 200 | 5.0            | 210        | 183           | 27            | 975                      |                      | 93         | 678        | 216        |
| 2020                                                                            | 211 400              | 4 192 709 | 5.0            | 239        | 206           | 33            | 884                      |                      | 140        | 666        | 214        |
| Fuente: Catholic-Hierarchy, que a su vez toma los datos del Anuario Pontificio. |                      |           |                |            |               |               |                          |                      |            |            |            |

## Episcopologio
- Pierre Martin Ngô Đình Thục † (8 de enero de 1938-24 de noviembre de 1960 nombrado arzobispo de Huê)
- Antoine Nguyên Van Thien † (24 de noviembre de 1960-12 de julio de 1968 renunció[4])
- Jacques Nguyên Van Mâu † (12 de julio de 1968-3 de julio de 2001 retirado)
- Thomas Nguyên Van Tân † (3 de julio de 2001 por sucesión-17 de agosto de 2013 falleció)
  - Sede vacante (2013-2015)
- Pierre Huỳnh Văn Hai, desde el 7 de octubre de 2015